# Medailové pořadí na Zimních olympijských hrách 1932
Toto je medailové pořadí zemí na Zimních olympijských hrách 1932, které se konaly v Lake Placid ve Spojených státech amerických od 4. února 1932 do 15. února 1932. Těchto her se zúčastnilo 251 sportovců ze 17 zemí ve 14 disciplínách ve 4 sportech.

## Počet medailí
Toto je kompletní tabulka počtu medailí udělených na Zimních olympijských hrách 1932 podle údajů Mezinárodního olympijského výboru.
| Pořadí | Země                         | Zlato | Stříbro | Bronz | Celkem |
| ------ | ---------------------------- | ----- | ------- | ----- | ------ |
| 1      | Spojené státy americké (USA) | 6     | 4       | 2     | 12     |
| 2      | Norsko (NOR)                 | 3     | 4       | 3     | 10     |
| 3      | Švédsko (SWE)                | 1     | 2       | 0     | 3      |
| 4      | Kanada (CAN)                 | 1     | 1       | 5     | 7      |
| 5      | Finsko (FIN)                 | 1     | 1       | 1     | 3      |
| 6      | Rakousko (AUT)               | 1     | 1       | 0     | 2      |
| 7      | Francie (FRA)                | 1     | 0       | 0     | 1      |
| 8      | Švýcarsko (SUI)              | 0     | 1       | 0     | 1      |
| 9      | Německo (GER)                | 0     | 0       | 2     | 2      |
| 10     | Maďarsko (HUN)               | 0     | 0       | 1     | 1      |
| Celkem | Celkem                       | 14    | 14      | 14    | 42     |